# سفين كايزر
سفين كايزر (بالألمانية: Sven Kaiser)‏ (27 أغسطس 1973 - ) هو لاعب كرة قدم ألماني (وحمل سابقاً جنسية ألمانيا الشرقية) في مركز الوسط. لعب مع ساتشسين لايبزيغ وكارل زايس يينا ونادي هرتا برلين وSV Lichtenberg 47 ‏ وSSV Köpenick-Oberspree ‏ وHertha BSC II ‏.

## وصلات خارجية
- سفين كايزر على موقع قاعدة بيانات كرة القدم.إي يو (الإنجليزية)
- سفين كايزر على موقع بيانات كرة القدم. دي إي (الألمانية)